# Etchojoa
Etchojoa (del idioma mayo etcho jówwa: "casa de cactus") es un pueblo mexicano ubicado en sur del estado de Sonora en la zona del Valle del Mayo, es cabecera del municipio de Etchojoa. Según el Censo de Población y Vivienda realizado en 2020 por el Instituto Nacional de Estadística y Geografía (INEGI), el pueblo tiene 9831 habitantes.
Fue fundado en el año de 1613 como pueblo de visita de la Misión de Santa Cruz del Río Mayo por el misionero jesuita Pedro Méndez. En 1796, al decaer el sistema misional, dos sitios de ganado mayor de los predios de Etchojoa fueron atribuidos mediante título a Marcos Valenzuela, iniciándose así el mestizaje de la población. 
Se encuentra a 349 km al sureste de Hermosillo la capital estatal, a 226 km al sureste el Heroica Guaymas el puerto marítimo más importante del estado, a 631 km al sur de la ciudad fronteriza de Heroica Nogales y a 170 km al norte de Los Mochis, en el vecino estado de Sinaloa.

## Geografía y clima

### Clima
El municipio presenta un clima muy seco cálido BW(h)hw. La temperatura media anual es de 23.3 °C. La precipitación pluvial media anual es de 340.6 milímetros y los meses más lluviosos son julio, agosto, septiembre. Se presentan heladas ocasionales de noviembre a marzo.
| Parámetros climáticos promedio de Etchojoa, Sonora (1951-2010)                  | Parámetros climáticos promedio de Etchojoa, Sonora (1951-2010) | Parámetros climáticos promedio de Etchojoa, Sonora (1951-2010) | Parámetros climáticos promedio de Etchojoa, Sonora (1951-2010) | Parámetros climáticos promedio de Etchojoa, Sonora (1951-2010) | Parámetros climáticos promedio de Etchojoa, Sonora (1951-2010) | Parámetros climáticos promedio de Etchojoa, Sonora (1951-2010) | Parámetros climáticos promedio de Etchojoa, Sonora (1951-2010) | Parámetros climáticos promedio de Etchojoa, Sonora (1951-2010) | Parámetros climáticos promedio de Etchojoa, Sonora (1951-2010) | Parámetros climáticos promedio de Etchojoa, Sonora (1951-2010) | Parámetros climáticos promedio de Etchojoa, Sonora (1951-2010) | Parámetros climáticos promedio de Etchojoa, Sonora (1951-2010) | Parámetros climáticos promedio de Etchojoa, Sonora (1951-2010) |
| Mes                                                                             | Ene.                                                           | Feb.                                                           | Mar.                                                           | Abr.                                                           | May.                                                           | Jun.                                                           | Jul.                                                           | Ago.                                                           | Sep.                                                           | Oct.                                                           | Nov.                                                           | Dic.                                                           | Anual                                                          |
| ------------------------------------------------------------------------------- | -------------------------------------------------------------- | -------------------------------------------------------------- | -------------------------------------------------------------- | -------------------------------------------------------------- | -------------------------------------------------------------- | -------------------------------------------------------------- | -------------------------------------------------------------- | -------------------------------------------------------------- | -------------------------------------------------------------- | -------------------------------------------------------------- | -------------------------------------------------------------- | -------------------------------------------------------------- | -------------------------------------------------------------- |
| Temp. máx. abs. (°C)                                                            | 38.0                                                           | 39.0                                                           | 43.0                                                           | 41.0                                                           | 41.0                                                           | 48.0                                                           | 44.0                                                           | 43.5                                                           | 44.0                                                           | 42.0                                                           | 38.5                                                           | 38.0                                                           | 48.0                                                           |
| Temp. máx. media (°C)                                                           | 24.7                                                           | 26.1                                                           | 28.0                                                           | 30.7                                                           | 33.0                                                           | 35.7                                                           | 36.4                                                           | 36.1                                                           | 36.2                                                           | 34.1                                                           | 29.4                                                           | 25.4                                                           | 31.3                                                           |
| Temp. media (°C)                                                                | 16.3                                                           | 17.2                                                           | 18.8                                                           | 21.2                                                           | 24.0                                                           | 28.1                                                           | 30.2                                                           | 30.1                                                           | 29.7                                                           | 26.4                                                           | 20.9                                                           | 17.1                                                           | 23.3                                                           |
| Temp. mín. media (°C)                                                           | 7.8                                                            | 8.2                                                            | 9.6                                                            | 11.7                                                           | 14.9                                                           | 20.6                                                           | 24.1                                                           | 24.0                                                           | 23.2                                                           | 18.6                                                           | 12.4                                                           | 8.9                                                            | 15.3                                                           |
| Temp. mín. abs. (°C)                                                            | -3.0                                                           | 0.0                                                            | 1.0                                                            | 0.0                                                            | 6.0                                                            | 9.0                                                            | 2.0                                                            | 11.0                                                           | 11.0                                                           | 8.0                                                            | 2.0                                                            | -2.0                                                           | -3.0                                                           |
| Precipitación total (mm)                                                        | 18.8                                                           | 10.5                                                           | 6.6                                                            | 1.0                                                            | 0.6                                                            | 3.3                                                            | 55.4                                                           | 102.8                                                          | 65.5                                                           | 33.9                                                           | 17.1                                                           | 25.1                                                           | 340.6                                                          |
| Días de precipitaciones (≥ 0.1 mm)                                              | 2.0                                                            | 1.5                                                            | 0.7                                                            | 0.3                                                            | 0.1                                                            | 0.6                                                            | 5.7                                                            | 6.7                                                            | 4.0                                                            | 1.7                                                            | 1.5                                                            | 2.2                                                            | 27.0                                                           |
| Fuente: Servicio Meteorológico Nacional. Actualizado el 6 de diciembre de 2016. |                                                                |                                                                |                                                                |                                                                |                                                                |                                                                |                                                                |                                                                |                                                                |                                                                |                                                                |                                                                |                                                                |

## Infraestructura social y de comunicaciones

### Educación
Al inicio del ciclo escolar 1997-1998 estaban en operación 182 escuelas de los diferentes niveles educativos, atendiendo en ellas a 15,975 alumnos; al inicio del período 2000-2001 cuenta con 191 escuelas que atienden a 16,221 alumnos. Esto significa un incremento de 246 alumnos más con respecto al ciclo de referencia.
Para el ciclo escolar 2000-2001 las escuelas oficiales de Educación Básica atienden a un 98.3 por ciento del total de alumnos inscritos en los niveles educativos, preescolar, primaria, secundaria y especial.

### Salud
La población del municipio recibe la atención médica por parte del IMSS, ISSSTE, ISSSTESON con una cobertura del 98 por ciento. Las instituciones de salud ofrecen en el municipio una atención de primer nivel a derechohabientes y población abierta, la atención de especialistas la reciben en hospitales de Secretaría de Salud, IMSS, ISSSTE e ISSSTESON localizados en Huatabampo, Navojoa y Cd. Obregón.

### Abasto
El comercio se lleva a cabo a través de tiendas de abarrotes, panaderías, farmacias, tortillerías, carnicerías, ferreterías, perfumerías y otros establecimientos por medio de los cuales distribuyen lo  básico para el consumo y servicio de la población. Asimismo cuenta con talleres de servicios, gasolineras, almacenes y mercado.
El municipio cuenta con los servicios de hoteles, restaurantes, asistencia profesional, centros de esparcimientos y diversos talleres de servicios.

### Deporte
En lo que respecta a la recreación y al deporte, cuenta con cines y centros recreativos, todos con acceso popular. Los deportes se practican gracias a que el municipio cuenta con diversas canchas y parques deportivos, donde se practica el fútbol, el béisbol, el básquetbol y el voleibol.

### Vivienda
Existen en el municipio un total de 11,836 viviendas de las cuales 11,834 son particulares y 2 son colectivas, concentrándose el mayor número de estas en la cabecera municipal. Tienen un promedio de 4 habitantes por vivienda, y generalmente predomina el tipo de vivienda de tabique con techo de loza y asbesto y piso de concreto, y un gran número de ellas cuenta con los servicios de agua y energía eléctrica.
Según los resultados del II Conteo de Población y Vivienda del 2005, el municipio cuenta con un total de 12.594 viviendas, de las cuales 12.430 son particulares.

### Servicios públicos
Agua potable
En el municipio operan 62 sistemas de agua potable que abastecen a 10.233 viviendas, las cuales representan el 88 por ciento del total de viviendas del municipio. 
Alcantarillado
En el municipio disponen del sistema de drenaje la cabecera municipal que beneficia al 3 de 9710 habitantes  por ciento de la población municipal.
Electricidad
El servicio de energía eléctrica se presta a 49.702 habitantes, equivalente al 85 por ciento de la población total. Las líneas abastecedoras de energía eléctrica al municipio son alimentadas desde Navojoa.
Medios de comunicación
Con respecto a los servicios de correo, telégrafos y teléfono, el municipio cuenta con estos servicios. Se tiene una estación de radio en la cabecera municipal. El municipio regula 1.697 unidades de transporte de carga y 55 de pasajeros, los camiones de carga pertenecen a 8 uniones de camioneros mediante el cual se moviliza la producción agrícola; el transporte de pasaje se ocupa en 7 líneas, que comprenden las rutas a Cd. Obregón, Navojoa y Huatabampo.
Vías de comunicación
La ubicación de Etchojoa favorece la comunicación interna y enlace con los municipios colindantes. El municipio comparte la extensa red de carreteras del Valle del Yaqui: además de las carreteras que enlazan a Navojoa-Huatabampo entre sí y con el Valle del Yaqui, se cuenta con 185 km de carreteras pavimentadas, caminos vecinales y brechas. El resultado global es una red de 2.181 km., de los que 731 corresponden a caminos vecinales y 1.450 a caminos y brechas improvisados sobre los bordes de canales y drenajes: la mayoría de los caminos entroncan con las carreteras pavimentadas.
Aun con esta infraestructura carretera se necesita la prolongación de algunas carreteras, requiriéndose pavimentar 67 km de caminos en diferentes puntos del municipio.
Etchojoa cuenta con el ramal ferroviario Navojoa-Huatabampo, la cual atraviesa el territorio municipal en una longitud de 25 km.

### Organización de las comunidades
Organizaciones económicas
La Asociación Ganadera está integrada por 364 productores con un censo de 9,884 cabezas de ganado bovino.
Una Unión de Sociedades Cooperativas y Grupos Solidarios de Pesca del Sur de Sonora, ARIC Jacinto López, Unión de Camioneros de Etchojoa y Unión de Ejidos José López Portillo.
Organizaciones educativas
206 Sociedades de Padres de Familia integradas con el objeto de mejorar la educación y cooperar para rehabilitar físicamente los planteles educativos.
Organizaciones sociales
El Consejo de Desarrollo Municipal que está integrado por 18 representantes comunitarios que atienden demandas de 60 comités.